# Bajram Ajeti
Bajram Ajeti, född 5 maj 1989 i Drenica, är en norsk fotbollsspelare. Han har tidigare spelat för flera norska klubbar samt för Gefle IF, AFC Eskilstuna och Umeå FC i Superettan och IF Brommapojkarna i Allsvenskan.

## Karriär
Ajetis moderklubb är IF Birkebeineren. Därefter spelade Ajeti som junior även för Vålerenga innan han 2007 gick till Mjøndalen IF. Ajeti fick debutera för Mjøndalen i Adeccoligan 2009 och totalt spelade han tre säsonger i A-laget. I februari 2012 skrev Ajeti på ett ettårskontrakt med Birkebeineren. Inför säsongen 2013 gick Ajeti till Asker.
Den 4 februari 2014 skrev Ajeti på ett tvåårskontrakt med Sandefjord. Den 24 februari 2014 dömdes Ajeti till tio månaders fängelse för våldshandlingar som inträffade i Drammen sommaren 2013. I samband med detta bröts Ajetis nyskrivna kontrakt i Sandefjord. Kort efter domen i mars 2014 presenterades Ajeti som ny spelare i Kongsvinger.
Efter att avtjänat sin fängelsedom skrev Ajeti i maj 2015 på för Hamarkameratene. I februari 2016 skrev han på ett ettårskontrakt med Moss FK. I augusti 2016 värvades Ajeti av Bryne FK. I januari 2017 skrev Ajeti på ett ettårskontrakt med Eliteserien-klubben Lillestrøm SK.
I augusti 2017 värvades Ajeti av Gefle IF, där han skrev på ett kontrakt säsongen ut. Ajeti debuterade i Superettan den 12 augusti 2017 i en 1–1-match mot Östers IF, där han även gjorde sitt första mål. Totalt gjorde han 11 mål på lika många ligamatcher.
I januari 2018 värvades Ajeti av IF Brommapojkarna, där han skrev på ett kontrakt till och med säsongen 2020. Den 31 juli 2018 bröts kontraktet och Ajeti lämnade klubben. Den 11 augusti 2018 skrev han på ett kontrakt säsongen ut med AFC Eskilstuna. Den 21 januari 2019 värvades Ajeti av turkiska Afjet Afyonspor.
I februari 2020 värvades Ajeti av Umeå FC. Efter säsongen 2020 lämnade han klubben.